# Fall of Eagles
Fall of Eagles o La caída de las Águilas es una miniserie de televisión histórica británica emitida por la BBC en 1974. La serie fue creada por John Elliot y producida por Stuart Burge. Retrata acontecimientos históricos de 1848 a 1918, tratando de las dinastías Austria-Hungría (los Habsburgo), en Alemania (los Hohenzollerns), y en Rusia (los Romanov).
Los guionistas fueron Keith Dewhurst, John Elliot, Trevor Griffiths, Elizabeth Holford, Ken Hughes, Troya Kennedy Martin, Robert Muller, Jack Pulman, David Turner y Hugh Whitemore.

## Música
La música que acompaña el título principal y los créditos es la Trauermarsch (Marcha fúnebre), el primer movimiento de la Sinfonía n.º 5 de Gustav Mahler. La música de tema de cierre es la sección central del primer movimiento de la Sinfonía n.º 6 de Dmitri Shostakóvich.

## Lanzamiento en DVD
La caída de Águilas fue lanzada en vídeo y DVD en 2004 en el Reino Unido, con el lanzamiento se incluía un exhaustivo folleto de notas escrito por Andy Priestner proporcionando detalles más antiguos de los acontecimientos históricos y entrevistas nuevas con Gayle Hunnicutt, Charles Kay y David Cunliffe (uno de los directores). El DVD fue también liberado en mayo de 2006 en los Estados Unidos, sin el folleto de acompañamiento.

## Fuente
- Esta obra contiene una traducción  derivada de «Fall Of Eagles» de Wikipedia en inglés, concretamente de esta versión, publicada por sus editores bajo la Licencia de documentación libre de GNU y la Licencia Creative Commons Atribución-CompartirIgual 4.0 Internacional.

- Datos: Q3008819